# Euxenit-(Y)
Euxenit-(Y) ist ein eher selten vorkommendes Mineral aus der Mineralklasse der „Oxide und Hydroxide“ mit der idealisierten chemischen Zusammensetzung Y(NbTi)O6 und damit chemisch gesehen ein Yttrium-Niob-Titan-Oxid.
Euxenit-(Y) kristallisiert im orthorhombischen Kristallsystem und entwickelt meist stämmige, prismatische Kristalle, kommt aber auch in Form radialstrahliger Mineral-Aggregate vor. Seine Farbe variiert zwischen Schwarz, Bräunlichschwarz und Grünlichschwarz und seine Strichfarbe zwischen Gelblich, Gräulich und Rötlichbraun.

## Etymologie und Geschichte
Erstmals entdeckt wurde Euxenit-(Y) von Baltazar Mathias Keilhau in einer unbenannten Pegmatit-Formation bei Jølster in der norwegischen Provinz Sogn og Fjordane und beschrieben 1840 durch Theodor Scheerer (1813–1875), der das Mineral nach dem griechischen Wort griechisch εύξενος [euxenos] für gastfreundlich benannte, weil es viele seltene Bestandteile beherbergt.
1987 wurde der Mineralname von der International Mineralogical Association (IMA) aufgrund seines überwiegenden Bestandteils Yttrium nach Euxenit-(Y) angepasst. 2022 wurde außerdem die chemische Zusammensetzung von Euxenit-(Y) redefiniert von (Y,Ca,Ce,U,Th)(Nb,Ta,Ti)2O6 nach Y(NbTi)O6. Seitdem wird das Mineral in der „Liste der Minerale und Mineralnamen“ der IMA unter der Summenanerkennung „IMA 2022 s.p.“ (special procedure) geführt. Die seit 2021 ebenfalls von der IMA/CNMNC anerkannte Kurzbezeichnung (auch Mineral-Symbol) von MineralName lautet „Eux-Y“.

## Klassifikation
Bereits in der zuletzt 1977 überarbeiteten 8. Auflage der Mineralsystematik nach Strunz gehörte das hier noch als Euxenit bezeichnete Mineral zur Mineralklasse der „Oxide und Hydroxide“ und dort zur Abteilung „MO2- und verwandte Verbindungen“, wo er als Namensgeber die „Euxenit-Reihe“ mit der Systemnummer IV/D.10b und den weiteren Mitgliedern Fersmit, Ishikawait, Kobeit, Loranskit, Polykras, Samarskit, Tanteuxenit, Yttrokrasit-(Y), Yttrotantalit und dem inzwischen als fraglich geltenden Tantalpolykras bildete.
In der zuletzt 2018 überarbeiteten Lapis-Systematik nach Stefan Weiß, die formal auf der alten Systematik von Karl Hugo Strunz in der 8. Auflage basiert, erhielt das Mineral die System- und Mineralnummer IV/D.19-040. Dies entspricht ebenfalls der Abteilung „Oxide mit dem Stoffmengenverhältnis Metall : Sauerstoff = 1 : 2 (MO2 und verwandte Verbindungen)“, wo Euxenit-(Y) zusammen mit Calciosamarskit, Fersmit, Ishikawait, Loranskit-(Y), Písekit-(Y), Polykras-(Y), Samarskit-(Y), Samarskit-(Yb), Tanteuxenit-(Y), Uranopolykras, Yttrocolumbit-(Y), Yttrokrasit-(Y) und Yttrotantalit-(Y) eine unbenannte Gruppe mit der Systemnummer IV/D.19 bildet.
Die von der International Mineralogical Association (IMA) zuletzt 2009 aktualisierte 9. Auflage der Strunz’schen Mineralsystematik ordnet den Euxenit-(Y) in die Klasse der „Oxide (Hydroxide, V[5,6]-Vanadate, Arsenite, Antimonite, Bismutite, Sulfite, Selenite, Tellurite, Iodate)“ und dort in die Abteilung „Metall : Sauerstoff = 1 : 2 und vergleichbare“ ein. Hier ist das Mineral in der Unterabteilung „Mit großen (± mittelgroßen) Kationen; Ketten kantenverknüpfter Oktaeder“ zu finden, wo es zusammen mit Fersmit, Kobeit-(Y), Loranskit-(Y), Polykras-(Y), Tanteuxenit-(Y), Uranopolykras und Yttrokrasit-(Y) die „Euxenitgruppe“ mit der Systemnummer 4.DG.05 bildet.
In der vorwiegend im englischen Sprachraum gebräuchlichen Systematik der Minerale nach Dana hat Euxenit-(Y) die System- und Mineralnummer 08.03.08.02. Das entspricht der Klasse der „Oxide und Hydroxide“ und dort der Abteilung „Mehrfache Oxide mit Nb, Ta und Ti“. Hier findet er sich innerhalb der Unterabteilung „Mehrfache Oxide mit Nb, Ta und Ti und der Formel A(B2O6)“ in einer unbenannten Gruppe mit der Systemnummer 08.03.08, in der auch Polykras-(Y), Tanteuxenit-(Y), Yttrokrasit-(Y) und Uranopolykras eingeordnet sind.

## Kristallstruktur
Euxenit-(Y) kristallisiert orthorhombisch in der Raumgruppe Pbcn (Raumgruppen-Nr. 60) mit den Gitterparametern a = 14,64 Å; b = 5,55 Å und c = 5,19 Å sowie 4 Formeleinheiten pro Elementarzelle.

## Eigenschaften
Das Mineral kann aufgrund geringer Anteile von Cer, Uran und Thorium schwach radioaktiv sein. Unter Berücksichtigung der natürlichen Zerfallsreihen bzw. vorhandener Zerfallsprodukte wird die spezifische Aktivität mit 80 Bq/g angegeben (zum Vergleich: natürliches Kalium 31,2 Bq/g).
Auch wenn die innewohnende Radioaktivität des Minerals eher schwach ist, zerstört sie dennoch mit der Zeit dessen Kristallstruktur, so dass es überwiegend metamikt auftritt.

## Bildung und Fundorte

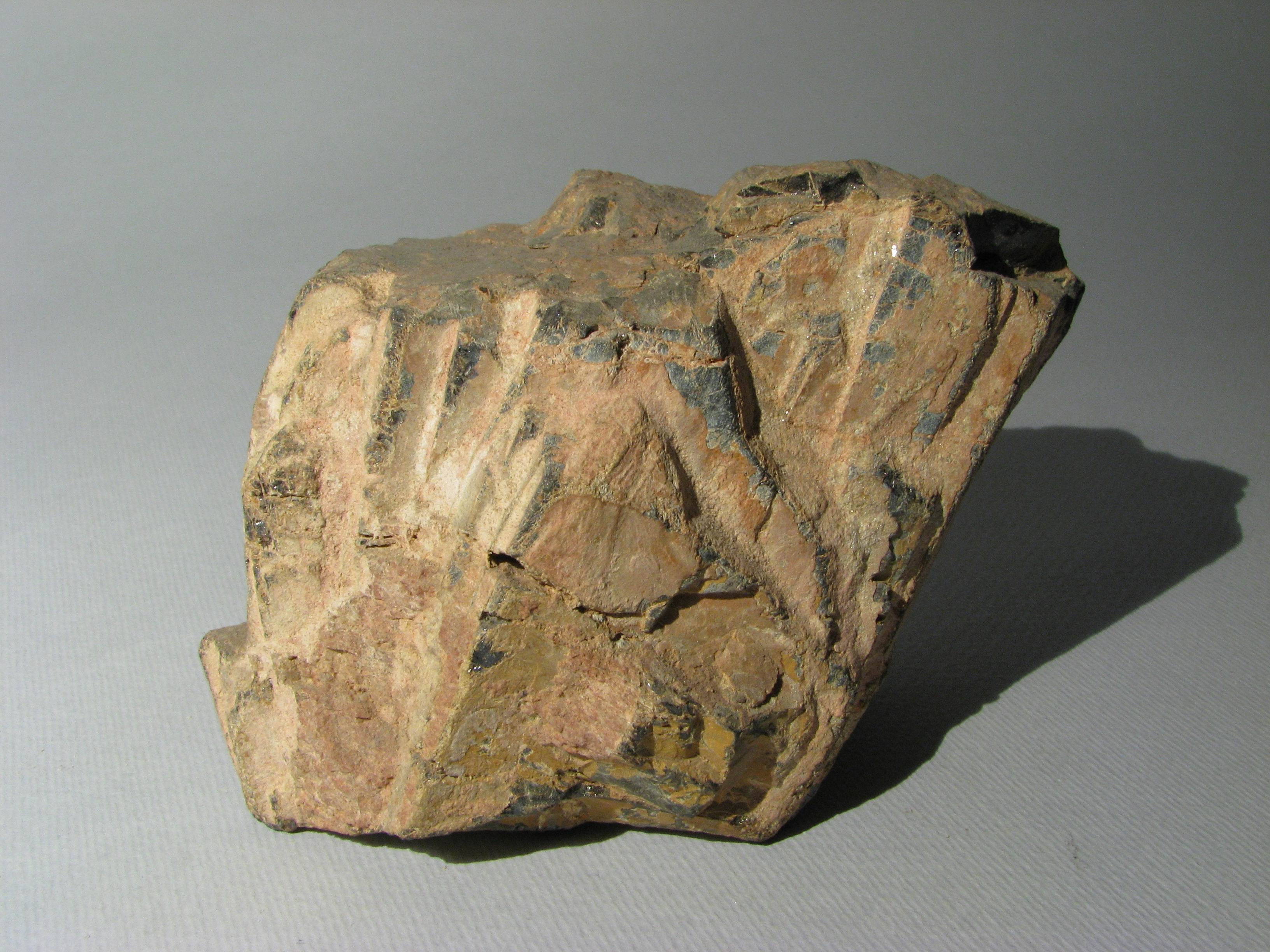
Euxenit aus Vegusdal, Norwegen (Größe 11 cm)

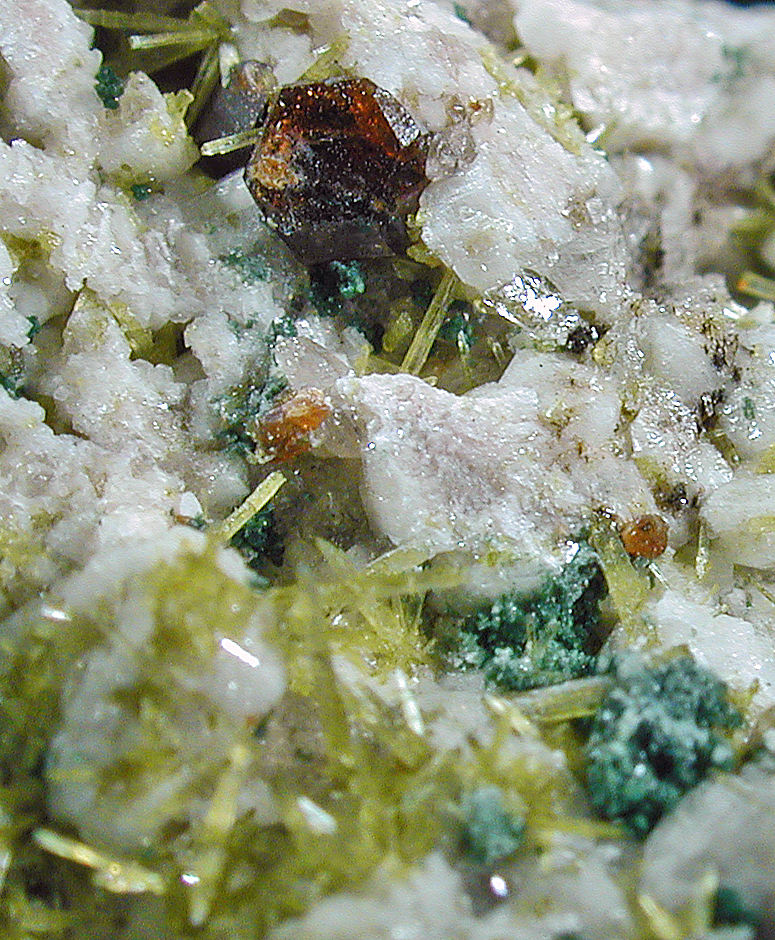
Brauner Euxenit-(Y) auf Mikroklin mit hellgrünem Epidot und dunkelgrünem Chlorit aus dem Cactus Jack Pegmatit, Burnet County, Texas, USA (Sichtfeld etwa 5 mm)

Euxenit-(Y) bildet sich magmatisch in granitischen und alkalischen Pegmatiten, kann aber auch sekundär in Seifen angereichert sein. Als Begleitminerale können unter anderem Aeschynit-(Y), Albit, Allanit, Beryll, Betafit, Biotit, Columbit, Gadolinit, Granate, Ilmenit, Magnetit, Mikroklin, Monazit, Muskovit, Thorit, Uraninit, Xenotim und Zirkon auftreten.
Als eher seltene Mineralbildung kann Euxenit-(Y) an verschiedenen Fundorten zum Teil zwar reichlich vorhanden sein, insgesamt ist er aber wenig verbreitet. Als bekannt gelten bisher (Stand 2013) rund 400 Fundorte. Neben seiner Typlokalität Jølster in Sogn og Fjordane trat das Mineral in Norwegen unter anderem noch bei Nesodden in Akershus; an mehreren Stellen in den Kommunen Arendal, Evje og Hornnes, Iveland und Risør in Aust-Agder; bei Hurum in Buskerud; bei Drag und Hundholmen in Nordland; bei Tverrbotntind und Sel in Oppland; an verschiedenen Stellen in Østfold; bei Tørdal und Kragerø in Telemark; auf Kvaløya in Troms; an einigen Fundpunkten in Vest-Agder sowie bei Hedrum in Vestfold auf. Bekannt aufgrund außergewöhnlicher Euxenitfunde sind unter anderem Kragerø in Telemark und Hitterø in Vest-Agder, wo Euxenit-Kristalle von bis zu 15 Zentimeter Länge gefunden wurden.
In Deutschland kennt man Euxenit-(Y) bisher vor allem aus Sachsen, so unter anderem aus Biesig, Königshain, Thiemendorf (Waldhufen) und Döbschütz im Landkreis Görlitz, aber auch aus dem Steinbruch „Steinerleinbach“ bei Röhrnbach in Niederbayern.
In Österreich fand man das Mineral bisher bei Artolz und Gebharts in Niederösterreich, bei Hopffeldboden (Hohe Tauern) in Salzburg und im Zamser Grund im Zillertal in Tirol.
In der Schweiz konnte Euxenit-(Y) bisher nur am Cavloc-See im Fornotal (Val Forno) im Kanton Graubünden, am Gridone im Kanton Tessin und bei Crête de Thyon im Val d’Hérens im Kanton Wallis gefunden werden.
Weitere Fundorte liegen unter anderem in Ägypten, Äthiopien, Australien, Brasilien, China, Eswatini, Finnland, Frankreich und Französisch-Guayana, Guyana, Indien, Italien, Japan, Kanada, Kasachstan, Kenia, Laos, Madagaskar, Mosambik, Namibia, Niger, Portugal, Russland, Schweden, der Slowakei, Südafrika, Südkorea, Tschechien und den Vereinigten Staaten von Amerika (USA).